# 原知佐子
原 知佐子（はら ちさこ、本名：実相寺 知佐子（じっそうじ ちさこ）、旧姓名・旧芸名：田原 知佐子（たはら ちさこ）、1936年〈昭和11年〉1月6日 - 2020年〈令和2年〉1月19日）は、日本の女優。夫は実相寺昭雄。現代制作舎所属。
高知県高岡郡高岡町（現在の同県土佐市）出身。高知県立高知追手前高等学校卒業、同志社大学文学部美学美術学科中退。

## 来歴・人物
高岡第一小学校に在学中、教師から「この子は宝塚に入ったらいい」と薦められ、芸能界に憧れる。
高岡中学校を経て、1954年に高等学校を卒業。宝塚歌劇団と松竹歌劇団を受験するが落ちてしまい、「芸能人の多い京都ならばコネで潜り込めるかも」と思い立ち、大学に入学。1955年、新東宝の「第4期スターレット」（同期は北沢典子、三ツ矢歌子、万里昌代、朝倉彩子ら）に合格後、大学を中退。
1959年には東宝に移籍。『女子大学生 私は勝負する』で映画初主演。
1970年代に山口百恵がヒロイン出演した「赤いシリーズ」での強烈なイビリ役で有名となり、一連の大映ドラマに欠かせない名脇役として活躍。
夫の実相寺が亡くなるまで、実相寺の監督作品の常連出演者でもあった。
2017年に発売された『異端の映画史 新東宝の世界』（映画秘宝編集部・編、洋泉社）に、北沢典子・矢代京子らとの座談で新東宝在籍時の事を語っている。
2020年1月19日午後6時4分、上顎肉腫のため、東京都内の病院に於いて死去。84歳没。墓所は染井霊園。

## 出演

### 映画
- 1956年 何故彼女等はそうなったか - 今村マサ
- 1958年 スーパージャイアンツ 宇宙怪人出現 - 京子
- 1958年 汚れた肉体聖女 - 佐田
- 1959年 女子大学生 私は勝負する - 門脇順子
- 1960年 黒い画集 あるサラリーマンの証言 - 梅谷千恵子
- 1960年 秋立ちぬ - 山田春江
- 1961年 女ばかりの夜 - 邦子
- 1961年 真紅の男 - トミ子
- 1961年 二人の息子 - トミ
- 1962年 その場所に女ありて - 藤井久江
- 1964年 乾いた花 - 古田新子
- 1965年 おんな番外地 鎖の牝犬 - 藤崎悦子
- 1965年 かも - 青木むつ子
- 1966年 続・おんな番外地（東映）- 桜田不二子
- 1966年 女は復讐する（松竹）- 佐伯初子
- 1967年 華岡青洲の妻 - 於勝
- 1967年 砂糖菓子が壊れるとき - 酒井春江
- 1968年 女賭博師鉄火場破り - 五木伸江
- 1969年 愛のきずな - 鈴木早苗
- 1971年 十七才の成人式 - 桂春代
- 1974年 あさき夢みし - 目井[6]※実相寺昭雄監督作品
- 1975年 祭りの準備 - 服部サカエ
- 1977年 泥だらけの純情 - 看護婦
- 1978年 翼は心につけて - 沼田（患者）
- 1979年 悪魔が来りて笛を吹く - お信乃
- 1981年 希望の船
- 1982年 ひめゆりの塔 - 大城婦長
- 1983年 鍵 - 小池派出婦
- 1992年 遠き落日 - 八子民
- 1996年 釣りバカ日誌8 - 和美の母
- 1998年 D坂の殺人事件 - 土屋ミツ ※実相寺昭雄監督作品
- 1998年 発情娘 糸ひき生下着 - シュンの母 別題：ベストフレンド[7]
- 1998年 あ、春 - 菊池雛子
- 2001年 百合祭 - 並木敦子
- 2005年 姑獲鳥の夏 - 澤田富子 ※実相寺昭雄監督作品
- 2006年 シルバー假面 ※実相寺昭雄監督作品
  - 第壱話「はなやしき」
- 2007年 東京タワー 〜オカンとボクと、時々、オトン〜 - 現在のノブエおばさん
- 2015年 進撃の巨人 ATTACK ON TITAN（前編）
- 2016年 彦とベガ - 比古こと
- 2016年 シン・ゴジラ[8] - 老婆
- 2019年 ニッポニアニッポン フクシマ狂詩曲
- 2021年 のさりの島 - 山西艶子 ※遺作[9][10]

### テレビドラマ
- 1958年 夫婦百景（NTV）
  - 第29話「にたもの夫婦」
- 1959年 サンヨーテレビ劇場「東京の風」（KR）
- 1960年 木曜ワイドアワー「からみ合い」（NTV）
- 1960年 ヤシカ ゴールデン劇場（NTV）
  - 才女とカンガルー
  - 戦国非情
- 1963年 ドラマシリーズ「青春の群像」（NTV／松竹）
- 近鉄金曜劇場（TBS）
  - 1963年 倒産
  - 1963年 ある女優志願
  - 1965年 岡田茉莉子シリーズ・ある女の影
- おかあさん 第2シリーズ（TBS）
  - 1963年 第173話「さらばルイジアナ」※実相寺昭雄演出
  - 1964年 第242話「タニシ・タニシ・タニシ」
  - 1967年 第395話「北の河」
- 東芝日曜劇場（TBS）
  - 1963年 ふりむけばひとり
  - 1964年 裸っ子タケちゃん（HBC制作）
  - 1969年 ダンプかあちゃん（HBC制作）
- 1963年 火曜劇場まごころ（CX）
- 日本映画名作ドラマ（NET）
  - 1963年 子供の眼
  - 1964年 西陣の姉妹
  - 1964年 通り雨
- 1964年 次郎長三国志（CX／東宝）
- 1964年 テレビ劇場「弓村」の報告書」（NHK）
- 1964年 女医（12ch）
- 三匹の侍（CX）
  - 1964年 第1シリーズ 第24話「北辺乱刃」
  - 1966年 第4シリーズ 第1話「吠えろ剣」- お新
  - 1969年 第6シリーズ 第24話「白刃有情」- おたき
- 1964年 ゴールデン劇場「今ひとたびの」（12ch）
- 1964年 暖流（THK）
- 1965年 この世の憩い（THK）
- ザ・ガードマン（TBS／大映テレビ室）
  - 1965年 第5話「赤い妄執」
  - 1968年 第144話「夜と昼の顔を持つ男」
  - 1968年 第147話「交通殺人」
  - 1968年 第172話「怪談殺人鬼ホテル」
  - 1969年 第206話「新婚旅行は地獄へどうぞ」
  - 1969年 第217話「教育ママ殺人事件」
  - 1969年 第247話「殺人せり市」
  - 1970年 第270話「妻は夫の秘密をさぐるな」- 神谷の妻
  - 1971年 第303話「父親の子守歌で復讐が始まる」
  - 1971年 第329話「怪談・氷の中のヌード美人」- ミチコ
- 1965年 松本清張シリーズ「弱味」（KTV）
- 1965年 ポーラ名作劇場（NET）
  - いのちある日を
- 1965年 鉄道公安36号（NET）
- 1966年 今井正アワー・初夜（NET／東映）
- 1966年 テレビ指定席「希望」（NHK）
- 日産スター劇場（NTV）
  - 1966年 バンザイ出世街道
  - 1967年 危うし!離婚同盟
  - 1967年 にきびと香水
- 1967年 泣いてたまるか（TBS／国際放映）
  - 第28話「ある結婚」
- 1967年 レモンのような女（TBS）
  - 第6話「もしもその時雨が降っていなかったら」
- 1967年 NHK劇場「ひとりぼっちの廊下」（NHK）
- 1967年 風（TBS）
  - 第21話「誰がための仇討ち」※ 実相寺昭雄監督作品
- 1967年 そしてあしたは（KTV）
- 1967年 七人の刑事（TBS）
  - 第175話「冬の抱擁」
- 1968年 夕映えの中にいた（TBS）
- 1968年 道頓堀（1968年 - 1969年、YTV）
- 1968年 日本剣客伝（NET）
  - 第7話「針谷夕雲」
- 1969年 怪奇ロマン劇場（NET／東映）
  - 第12話「八つ墓村」- 田治見美也子
- 1970年 冬の庭（NHK）
- 1970年 お嫁にいきたい（CX）
- 1970年 木下恵介・人間の歌シリーズ 俄－浪花遊侠伝（TBS） - 芸者
- ポーラテレビ小説 （TBS）
  - 1970年 花もめん（1970年 - 1971年）- 小鶴
  - 1980年 元気です!（1980年 - 1981年）- キク
  - 1982年 白き牡丹に（1982年 - 1983年）- きん
- 1970年 大忠臣蔵（NET／三船プロ）- 片岡志津
- 1972年 一心太助 第17話「この子誰の子」（CX / 国際放映） - お才
- 非情のライセンス（NET／東映）
  - 1973年 第1シリーズ 第28話「兇悪の欲望」- 美江子
  - 1975年 第2シリーズ 第27話「兇悪の炎」- 斉藤芳江
- 1973年 河を渡ったあの夏の日々（10月6日、NHK）- 織本良子
- 1974年 特別機動捜査隊（NET／東映）
  - 第646話「嘆きの天使」- 貴子
- ウルトラシリーズ（円谷プロ）
  - 1974年 ウルトラマンレオ 第37話「怪奇! 悪魔のすむ鏡」（TBS） - 和服の女 / マザラス星人
  - 1989年 ウルトラマンをつくった男たち 星の林に月の舟（TBS） - あけぼの荘の大家 ※ 実相寺昭雄原作作品
  - 1997年 ウルトラマンティガ 第37話「花」（MBS） - マノン星人女中 ※ 実相寺昭雄監督作品
  - 2004年 ウルトラQ dark fantasy 第19話「レンズ越しの恋」（TX） - 矢島静枝
  - 2012年 ウルトラゾーン 第14・15話「東京ジュラ紀」（tvk） - 白石深月
  - 2014年 ウルトラマンギンガS 第11話「ガンQの涙」（TX） - アパートの大家
  - 2016年 ウルトラマンオーブ 第24話「逆襲の超大魔王獣」（TX） - 岸根秋恵
- 1974年 華麗なる一族（MBS／東宝） - 原田節子
- 1975年 ふりむくな鶴吉（NHK）
  - 第14話「湯女風情」
- 1975年 剣と風と子守唄（NTV／三船プロ）
  - 第25話「左源太賞金首」- お浜
- 1975年 燃える捜査網（NET／東映）
  - 第11話「女の仮面をはがせ!」
- 赤いシリーズ（TBS／大映テレビ）
  - 1975年 赤い疑惑（1975年 - 1976年）- 相良多加子
  - 1976年 赤い衝撃（1976年 - 1977年）- 大山政子
  - 1977年 赤い激流 - 山田タメコ
- 1976年 夜明けの刑事（TBS／大映テレビ）
  - 第73話「ハンサム歌手の赤い殺意!!」- 土屋信子
  - 第83話「山口さんちのツトム君誘拐事件」- 島内かよ
- 1977年 岸辺のアルバム（TBS）- 川田時枝
- 1978年 新幹線公安官（ANB／東映）
  - 第2シリーズ 第26話「未来の終電車」- 菊奴
- 1980年 土曜ドラマ（NHK）
  - 離婚 - 初子
- 桜中学シリーズ
  - 1980年 3年B組金八先生（TBS）
    - 第2シリーズ 第12話「三者面談始まる」- 石川祐子の母

  - 1982年 3年B組貫八先生（1982年 - 1983年、TBS）
- 1982年 松本清張シリーズ・けものみち（NHK）- 久垣の妻
- 1983年 波の盆（NTV）- タミコ ※実相寺昭雄監督作品
- 1985年 イエスの方舟 イエスと呼ばれた男と19人の女たち（TBS）- 雅佐子
- 1985年 刑事物語'85（NTV）
  - 第8話「団地切り裂き魔」
- 1986年 もめん家族（THK）
- 1986年 花嫁人形は眠らない（TBS・KANOX）- 笙子
- 1986年 花嫁衣裳は誰が着る（CX）- 相良秀子
- 火曜サスペンス劇場（NTV）
  - 1987年 ペイパーハネムーン
  - 1987年 女監察医室生亜季子（NTV／東映）
    - 第3話「瀬戸内竹原殺人行」- 小沢美子

  - 2000年 救命救急センター - 都築初子
  - 2003年 検事・霞夕子20 - 柳沢信子
- 1989年 大河ドラマ 春日局（NHK）- 信松尼
- 1989年 こっちこい!UFO（TBS）- 神崎文子
- 1990年 想い出にかわるまで（TBS）
- 1990年 都会の森（TBS）- 高田雅代
- 1991年 七人の女弁護士（ANB）
  - 第1シリーズ 第4話「新婚初夜殺人事件 疑われた密会の花嫁!」
- 1991年 熱血!新入社員宣言（TBS）
- 1992年 迷惑な家族（CBC）- ウタ
- 1993年 ホテルドクター（ABC）
  - 第1話「さあ大変!! 逃げた花嫁」
- 1993年 ダブル・キッチン（TBS）- 寺田トシ子
- 1994年 適齢期（TBS）- 緑川久仁子
- 1994年 婚姻関係（MBS）
- 1996年 鳥帰る（NHK）- 木崎奈津子
- 1997年 サイコメトラーEIJI（NTV）- 遠藤正子
- 2000年 水戸黄門（TBS／C.A.L）
  - 第28部 第2話「黄門様は恋の道先案内人 -小田原-」- 菊江
- 2000年 花村大介（KTV）
  - 第3話「パパ、ママをもういじめないで」- 戸田良江
- 2003年 ドラマW ご近所探偵TOMOE（WOWOW）- レッドフォックス／サキ
- 2003年 弁護士高見沢響子 第6話 - 山北千鶴子
- 2006年 偽りの花園 （THK）
- 2006年 怨み屋本舗（TX）
  - 第12話「怨み屋の正体」- 野田文枝
- 2007年 怪奇大作戦 セカンドファイル（NHK）
  - 第2話「昭和幻燈小路」- 旅館静正の女将
- 2010年 松本清張ドラマスペシャル・霧の旗（NTV）- 渡辺美和
- 2014年 ビンタ!〜弁護士事務員ミノワが愛で解決します〜（YTV）
  - 第6話「「毒母」によるストーカー事件」- 小田祐子

### その他のテレビ番組
- 1978年 暮らしのワイド・リビングポート90分  -  月曜司会（1978年 - 1979年、テレビ神奈川）

### 声の出演
- 1976年 警部マクロード（NHK版）
  - 第6シーズン 第1話「ニューヨークの海賊」- ジェシカ（演：ジェシカ・ウォルター）
- 1977年 未来惑星ザルドス - メイ（演：セーラ・ケステルマン）
- 1977年 魔のバミューダ海域（NHK版）- エヴァ（演：キム・ノヴァク）
- 1979年 旅情（テレビ朝日版）- ジェーン・ハドソン（演：キャサリン・ヘプバーン）
- ウルトラシリーズ（円谷プロ）
  - 2003年 ウルトラマンコスモスVSウルトラマンジャスティス THE FINAL BATTLE（松竹）- デラシオン
  - 2003年 ウルトラQ倶楽部 第9話「2025年からの使者（後編）」（TBSラジオ）
  - 2004年 ウルトラQ dark fantasy 第24話「ヒトガタ」（テレビ東京）- 雛 ※実相寺昭雄監督作品
- 2013年 燃える仏像人間（ムービーファクトリー）- ベニラ

### 舞台
- 1962年 放浪記 - 日夏京子